# Черноглав кеклик
Черноглав кеклик (Alectoris melanocephala) е вид птица от семейство Phasianidae.

## Разпространение
Видът е разпространен в Йемен, Оман и Саудитска Арабия.